# Performances ao vivo do Nine Inch Nails
As performances ao vivo do Nine Inch Nails contrastam com o material gravado da discografia do Nine Inch Nails. No estúdio, a maioria senão todos os lançamentos do Nine Inch Nails é tocado inteiramente por Trent Reznor. Nos palcos e turnês, Reznor tipicamente reuniu grupos de músicos de apoio para interpretar as canções de forma ao vivo.
| “ | Eu poderia ter saído com máquinas de fitas ou 50 teclados ou qualquer coisa que seja e recriado o som do álbum, mas eu tenho muito mais interesse no desafio de ter 4 músicos interpretando o que foi inicialmente composto por uma pessoa no computador. Desta forma, eu não fico entediado, há muita interação e é uma interpretação única da minha música. O disco e os concertos são bem diferentes. | ” |

| “ | Se você vê o concerto e você está acostumado com os CDs é bastante claro que a entidade de estúdio é diferente da entidade ao vivo. | ” |